# Judo na Letních olympijských hrách 1980 – muži – polotěžká váha
Zápasy v judu na XXII. Letních olympijských hrách v kategorii polotěžkých vah mužů proběhly v Moskvě, 27. července 1980.

## Finále
| Finále              |                     |
| ------------------- | ------------------- |
| Tengiz Chubuluri    | Robert Van de Walle |
| Robert Van de Walle | Robert Van de Walle |

## Opravy / O bronz
Do oprav se dostali judisté, kteří během turnaje prohráli svůj zápas s jedním ze dvou finalistů.
| opravy             | opravy         | o bronz        |                |
| ------------------ | -------------- | -------------- | -------------- |
| Dariusz Nowakowski | Daniel Radu    | Dietmar Lorenz | Dietmar Lorenz |
| Daniel Radu        | Daniel Radu    | Dietmar Lorenz | Dietmar Lorenz |
|                    | Dietmar Lorenz | Dietmar Lorenz | Dietmar Lorenz |
|                    |                | José Tornes    | Dietmar Lorenz |
| István Szepesi     | István Szepesi | István Szepesi | Henk Numan     |
| Rex Chizooma       | István Szepesi | István Szepesi | Henk Numan     |
|                    | Jean-Luc Rougé | István Szepesi | Henk Numan     |
|                    |                | Henk Numan     | Henk Numan     |

## Pavouk
|   | 1/32                | 1/16                | čtvrtfinále         | semifinále          | finále              |
| - | ------------------- | ------------------- | ------------------- | ------------------- | ------------------- |
| A | Elias Kobti         | Dietmar Lorenz      | Dietmar Lorenz      | Tengiz Chubuluri    | Tengiz Chubuluri    |
| A | Dietmar Lorenz      | Dietmar Lorenz      | Dietmar Lorenz      | Tengiz Chubuluri    | Tengiz Chubuluri    |
| A | volný los           | Robert Köstenberger | Dietmar Lorenz      | Tengiz Chubuluri    | Tengiz Chubuluri    |
| A | volný los           | Robert Köstenberger | Dietmar Lorenz      | Tengiz Chubuluri    | Tengiz Chubuluri    |
| A | Tengiz Chubuluri    | Tengiz Chubuluri    | Tengiz Chubuluri    | Tengiz Chubuluri    | Tengiz Chubuluri    |
| A | Dariusz Nowakowski  | Tengiz Chubuluri    | Tengiz Chubuluri    | Tengiz Chubuluri    | Tengiz Chubuluri    |
| A | volný los           | Daniel Radu         | Tengiz Chubuluri    | Tengiz Chubuluri    | Tengiz Chubuluri    |
| A | volný los           | Daniel Radu         | Tengiz Chubuluri    | Tengiz Chubuluri    | Tengiz Chubuluri    |
| B | Rajko Kušić         | Rajko Kušić         | José Tornes         | José Tornes         | Tengiz Chubuluri    |
| B | Alassane Thioub     | Rajko Kušić         | José Tornes         | José Tornes         | Tengiz Chubuluri    |
| B | volný los           | José Tornes         | José Tornes         | José Tornes         | Tengiz Chubuluri    |
| B | volný los           | José Tornes         | José Tornes         | José Tornes         | Tengiz Chubuluri    |
| B | Panikos Euripidu    | Bjarni Friðriksson  | Bjarni Friðriksson  | José Tornes         | Tengiz Chubuluri    |
| B | Bjarni Friðriksson  | Bjarni Friðriksson  | Bjarni Friðriksson  | José Tornes         | Tengiz Chubuluri    |
| B | volný los           | Dendevín Amgá       | Bjarni Friðriksson  | José Tornes         | Tengiz Chubuluri    |
| B | volný los           | Dendevín Amgá       | Bjarni Friðriksson  | José Tornes         | Tengiz Chubuluri    |
| C | Robert Van de Walle | Robert Van de Walle | Robert Van de Walle | Robert Van de Walle | Robert Van de Walle |
| C | István Szepesi      | Robert Van de Walle | Robert Van de Walle | Robert Van de Walle | Robert Van de Walle |
| C | volný los           | Rex Chizooma        | Robert Van de Walle | Robert Van de Walle | Robert Van de Walle |
| C | volný los           | Rex Chizooma        | Robert Van de Walle | Robert Van de Walle | Robert Van de Walle |
| C | Cančo Atanasov      | Luiz Moura          | Jean-Luc Rougé      | Robert Van de Walle | Robert Van de Walle |
| C | Luiz Moura          | Luiz Moura          | Jean-Luc Rougé      | Robert Van de Walle | Robert Van de Walle |
| C | volný los           | Jean-Luc Rougé      | Jean-Luc Rougé      | Robert Van de Walle | Robert Van de Walle |
| C | volný los           | Jean-Luc Rougé      | Jean-Luc Rougé      | Robert Van de Walle | Robert Van de Walle |
| D | Mark Chittenden     | Mark Chittenden     | Mark Chittenden     | Henk Numan          | Robert Van de Walle |
| D | Jaroslav Nikodým    | Mark Chittenden     | Mark Chittenden     | Henk Numan          | Robert Van de Walle |
| D | volný los           | John de Wet         | Mark Chittenden     | Henk Numan          | Robert Van de Walle |
| D | volný los           | John de Wet         | Mark Chittenden     | Henk Numan          | Robert Van de Walle |
| D | volný los           | Essambo Ewane       | Henk Numan          | Henk Numan          | Robert Van de Walle |
| D | volný los           | Essambo Ewane       | Henk Numan          | Henk Numan          | Robert Van de Walle |
| D | volný los           | Henk Numan          | Henk Numan          | Henk Numan          | Robert Van de Walle |
| D | volný los           | Henk Numan          | Henk Numan          | Henk Numan          | Robert Van de Walle |